# Arturo Mery Beckdorf
Arturo Mery Beckdorf (Talcahuano, 1 de octubre de 1903-Santiago de Chile, 28 de mayo de 1976) fue un religioso chileno, primer obispo de Valdivia.

## Biografía
Estudió en el Seminario de Concepción y en la Universidad Gregoriana de Roma. Doctor en Filosofía y licenciado en Teología. Ordenado sacerdote en Roma, el 28 de octubre de 1926. Fue profesor y director espiritual del Seminario de Concepción.
En 1941, el Papa Pío XII lo eligió obispo titular de Parnaso y auxiliar de monseñor Alfredo Cifuentes, obispo de Antofagasta. 
En 1943 fue administrador apostólico de la Diócesis de Antofagasta.
Al ser creada la nueva Diócesis de Valdivia (ciudad de la que descendía su madre), Pío XII lo designó su primer obispo, el 5 de agosto de 1944, tomando posesión de la diócesis, el 12 de septiembre de 1944. Hizo la visita Ad limina en 1949. Como primer obispo titular, monseñor Arturo Mery tuvo que realizar la organización pastoral y la administración diocesana, la que ejecuta con gran dedicación y celo.
En 1955 el Papa Pío XII lo trasladó a la sede arzobispal titular de Fasi y lo designó coadjuntor sedi datus de la Arquidiócesis de la Santísima Concepción.
En 1959 recibió las facultades de arzobispo residencial en la ciudad penquista.
En 1963 el Papa Pablo VI lo llamó a servir como arzobispo coadjuntor sedi datus en la Arquidiócesis de La Serena.
Participó en el I Concilio Plenario Chileno en 1946, y en la I y la IV Sesión del Concilio Vaticano II.
En 1968 se retiró a vivir a Santiago de Chile, después de haber renunciado a su labor en La Serena.

## Deceso
Falleció en Santiago de Chile, el 28 de mayo de 1976.
Sus restos descansan en el cementerio católico de Santiago de Chile.